# الحدود الإندونيسية السنغفورية

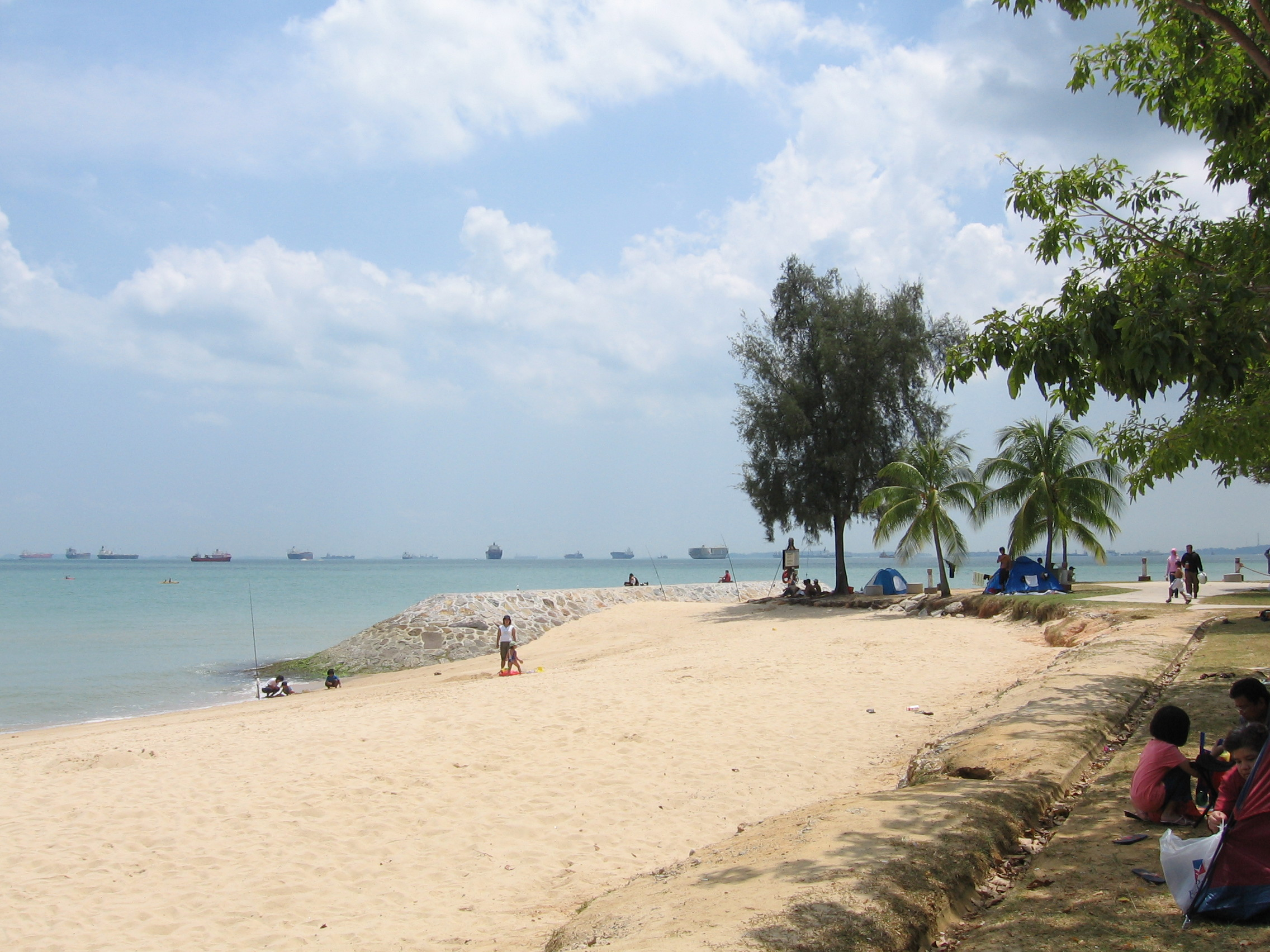

الحدود الإندونيسية السنغفورية هي الحدود البحرية في مضيق سنغافورة بين جزر رياو الإندونيسية التي تقع إلى الجنوب من الحدود، وجزر سنغافورة التي تقع إلى الشمال. يعد مضيق سنغافورة واحد من أكثر الممرات المائية ازدحامًا في المنطقة لأنها القناة الرئيسية لموانئ سنغافورة.
تم تحديد جزء فقط من الحدود البحرية بين البلدين. الأجزاء المتبقية وخاصة تلك الواقعة إلى الشرق من الحدود المحددة، قد تتطلب مشاركة ماليزيا حيث تمتلك البلاد أيضًا مياه إقليمية في المنطقة.

## الحدود

### الاتفاقيات
يحدد الاتفاق المتعلق بتسوية خطوط الحدود البحرية الإقليمية بين إندونيسيا وجمهورية سنغافورة في مضيق سنغافورة والموقع من إندونيسيا وسنغافورة في 25 مايو 1973، الحدود البحرية الإقليمية المشتركة كسلسلة من الخطوط المستقيمة التي تربط ست نقاط تنسيق تقع في مضيق سنغافورة. صدقت إندونيسيا على الاتفاقية في 3 ديسمبر 1973 بينما صدقت سنغافورة على الاتفاقية في 29 أغسطس 1974.
المسافة من الحدود 24.55 ميل بحري (45.47 كم). ثلاثة من الإحداثيات الستة تقع على بعد مسافة متساوية من الشواطئ الإندونيسية والسنغافورية، بينما النقاط المتبقية يتم التفاوض عليها مع اثنين من النقاط القريبة من الشواطئ الإندونيسية. النقطة الثانية تقع على الجانب الأرضي من خط الأساس في إندونيسيا.
في 10 مارس 2009 وقعت إندونيسيا وسنغافورة المعاهدة بين جمهورية إندونيسيا وجمهورية سنغافورة فيما يتعلق بتعيين حدود البحار الإقليمية للبلدين في الجزء الغربي من مضيق سنغافورة 2009 في جاكرتا. مددت المعاهدة التي وقّع عليها وزيرا خارجية كل منهما في ذلك الوقت وهما حسن ويرايودا وجورج يو، حدودهما البحرية المشتركة بمسافة 12.1 كيلومترًا غربًا من النقطة 1 المحددة في اتفاقية 1973، إلى النقطة 1 سي. دخلت المعاهدة حيز التنفيذ عند التصديق عليها من خلال تبادل وثائق التصديق في 31 أغسطس 2010 في سنغافورة من قبل وزير الخارجية الإندونيسي مارتي ناتاليجاوا ونظيره السنغافوري جورج يو.
تعتبر نقطة النهاية الغربية الجديدة 1 سي نقطة قريبة ولكنها ليست النقطة الثلاثية بالنسبة لإندونيسيا وماليزيا وسنغافورة، وستكون هناك حاجة إلى مفاوضات ثلاثية لتحديد مكان التقاء الحدود البحرية للدول الثلاث.
يستخدم امتداد 2009 نقاط الأساس في بولاو نيباه في إندونيسيا وسلطان شوال في سنغافورة، والتي كانت محاطة فعليًا بالأراضي المستصلحة. هذا مهم من الناحية القانونية حيث أشار إلى أن سنغافورة كانت على استعداد لعدم التأكيد على استخدام شواطئ الأراضي المستصلحة كخط أساس لها. من الأمور المهمة بالنسبة لإندونيسيا أيضًا أن النقاط الأساسية، والتي تعتبر بولاو نيباه واحدة منها، بالإضافة إلى خطوط الأساس التي تم رسمها وفقًا لمبدأ خط الأساس للأرخبيل، قد تم الاعتراف بها من قبل سنغافورة.

### حدود غير محددة
مع توقيع اتفاقية الحدود البحرية لعام 2009، تم اعتبار تعيين «الجزء الغربي» من الحدود الإندونيسية السنغافورية مكتملاً، باستثناء الفجوة بين نقطة النهاية الغربية الجديدة والنقطة الغربية الغربية النهائية لحدود إندونيسيا وماليزيا وسنغافورة. سوف تتطلب هذه الفجوة النهائية إجراء مفاوضات ثلاثية بين الدول الثلاث التي من غير المتوقع أن تتم قريبًا لأنها تعتمد على تعيين الحدود البحرية الإندونيسية الماليزية في الجزء الجنوبي من مضيق ملقا، وكذلك تعيين الحدود الجزء المتبقي من الحدود بين ماليزيا وسنغافورة في الجزء الغربي من مضيق سنغافورة.
يُطلق على الجزء المتبقي من الحدود غير المحددة «الجزء الشرقي» حيث يقع إلى الشرق من الحدود المحددة بموجب اتفاقية عام 1973، في الجزء الشرقي من مضيق سنغافورة بين سنغافورة وجزر رياو الإندونيسية. أشارت سنغافورة إلى أن هذا الجزء سوف يتكون من جزأين. الأول: بين جزيرة سنغافورة قبالة ساحل شانغي وجزيرة باتام الإندونيسية، سوف تمتد من النهاية الشرقية المحددة في اتفاق عام 1973 إلى النقطة بين إندونيسيا وماليزيا وسنغافورة. يقع الجزء الآخر: شرقًا بين بيدرا برانكا، التي منحتها محكمة العدل الدولية لسنغافورة في عام 2008 في نزاع مع ماليزيا، وجزيرة بنتان الإندونيسية. يقع امتداد الحدود الإندونيسية الماليزية بين الجزأين. ستكون هناك حاجة إلى مفاوضات ثلاثية بين إندونيسيا وماليزيا وسنغافورة لتحديد النقاط الثلاث.
أعطى توقيع معاهدة عام 2009 زخماً لإجراء محادثات لتحديد الجزء الشرقي للبدء. خلال مؤتمر صحفي بعد تبادل وثائق التصديق على معاهدة عام 2009 قال وزير الخارجية السنغافوري جورج يو إن إندونيسيا وسنغافورة ستبدأان عملية ترسيم حدود جزءهما المشترك بين سنغافورة وباتام.
أسفر حل النزاع على السيادة بين ماليزيا وسنغافورة بشأن بيدرا برانكا وميدل روكس وجنوب ليدج عن بدء ماليزيا وسنغافورة في مفاوضات تقنية لتحديد حدودهما المشتركة، وهو أمر ضروري قبل تحديد نقاط الوصول.

## التاريخ
نشأت الحدود الإندونيسية السنغافورية كجزء من الخط التخيلي الذي أنشأته معاهدة 1824 بين بريطانيا العظمى وهولندا والتي قسمت أرخبيل الملايو إلى مناطق نفوذ بين القوتين الاستعماريتين. تعتمد الحدود الحالية في مضيق سنغافورة على هذا الخط حيث تم وضع المناطق الواقعة شمال الخط تحت النفوذ البريطاني (وفي النهاية الاستعمار) بينما كانت تلك الحدود الواقعة جنوب الخط تحت النفوذ الهولندي. كانت سنغافورة بالفعل مستوطنة بريطانية في ذلك الوقت وسمح لها بالبقاء كذلك.
أصبح الخط الفاصل بين الملايو البريطانية وجزر الهند الشرقية الهولندية، وفيما بعد مستعمرة سنغافورة وإندونيسيا المستقلة، الدولة الخلف لجزر الهند الشرقية الهولندية.
بين 16 سبتمبر 1963 و4 أغسطس 1965 أصبحت الحدود جزءًا من الحدود البحرية بين إندونيسيا وماليزيا عندما انضمت سنغافورة إلى اتحاد ماليزيا كدولة تأسيسية. في ذلك الوقت أصبحت مستقلة في 9 أغسطس 1965. فوق الأرض تسيطر سنغافورة حاليًا على منطقة معلومات الطيران فوق جزر رياو، والتي تشبه الحالات الأخرى التي تدير فيها البلدان في كثير من الأحيان منطقة معلومات الطيران لبلد آخر.